# Obiekt przejściowy

Legenda: (a) matka, (b) dziecko, (1) iluzja, (2) obiekt przejściowy.

Obiekt przejściowy – termin wprowadzony przez Donalda Woodsa Winnicotta, który oznacza jakąś rzecz niemowlęcia, która ma dla niego szczególne znaczenie. Może to być np. kawałek szmatki lub pluszowy miś.
Stosunek dziecka do przedmiotu jest oralny; zwykle bierze ono część przedmiotu do buzi i go ssie.
Według Winnicotta, obiekt przejściowy znajduje się na granicy wewnętrznej, subiektywnej i zewnętrznej, obiektywnej rzeczywistości. Posiadanie obiektu przejściowego jest prawidłowym zjawiskiem, które ułatwia łagodne przejście od pierwszego związku z piersią matki do późniejszych relacji z obiektami. Możliwe jest utrzymywanie się obiektu przejściowego w dalszych etapach życia lub regresja do niego, co dowodzi trudności rozwojowych.